# فيرتال
فيرتال أو فِرتال (بالإنجليزية: Virtaal)‏ هو أداة ترجمة بمساعدة الحاسوب مكتوبة بلغة البرمجة بايثون. وهو برنامج حُر طورته "Translate.org.za" الواقعة في جنوب أفريقيا.

## فلسفة المشروع
الهدف الأساسي وراء إنشاء مشروع فِرتال هو تحسين الواجهة لبرمجيات التوطين. ويشمل هذا ضمان أن تكون جميع الوظائف ذات الصلة بعملية التوطين متاحة بسهولة للمُستخدم وأن تكون المعلومات المطلوبة معروضة بالشكل الأمثل دائماً.

## تأريخ
- بدأ العمل على فِرتال في 2007 بإطلاق الإصدار الابتدائي (0.1) والذي قُدم لعدد صغير من موطّني البرمجيات مفتوحة المصدر.
- تم الكشف عن الإصدار الثاني (0.2) في أكتوبر 2008 وكان الإصدار الرسمي الأول للبرنامج.

## التسمية
الاسم «فِرتال» عبارة عن تلاعب بالكلمات. حيث أنه في اللغة الأفريقانية وهي اللغة الرسمية لجنوب أفريقيا حيث تقع Translate.org.za، فإن العبارة "vir taal" تعني بالإنجليزية "for language" وتعني بالعربية «للغة»، في حين أن كلمة "vertaal" كلمة إنجليزية (وتنطق مثل "vir taal") وتعني «ترجمة».

## دعم صيغ المستندات المصدرية
يعمل فيرتال بشكل مباشر مع أي من الملفات ثنائية اللغة (تحتوي كل من المصدر واللغة الهدف). وهذا يشمل: XLIFF و Gettext و PO و MO وملفات Qt المختلفة (.qm,.ts,.qph) و TBX و TMX وغيرها.

## المميزات
- واجهة عرض موحدة وبسيطة.
- إبراز الصياغة بالألوان.
- التصحيح التلقائي.
- الإكمال التلقائي.